# Liste der Wasserschutzgebiete im Landkreis Heilbronn
In der Liste der Wasserschutzgebiete im Landkreis Heilbronn sind Wasserschutzgebiete (WSG) im Landkreis Heilbronn in Baden-Württemberg aufgeführt. Sie ist nach den offiziellen WSG-Nummern sortiert. In den Wasserschutzgebieten gelten für die Gewässer (Grundwasser, oberirdische Gewässer) besondere Ge- und Verbote, um das Wasser vor Verunreinigungen zu schützen. Die für die Wasserschutzgebiete zuständige Dienststelle ist das Landratsamt des Landkreises Heilbronn.
Diese Liste ist Teil der übergeordneten Liste der Wasserschutzgebiete in Baden-Württemberg und erhebt keinen Anspruch auf Vollständigkeit.

## Geschichte
Der Landkreis Heilbronn macht jährlich Angaben zur Entwicklung der Nitratkonzentrationen in den einzelnen Wasserschutzgebieten und erlässt für das folgende Jahr entweder Auflagen für Landwirte oder lockert bisherige Bewirtschaftungsauflagen auf der Grundlage der seit 1988 geltenden Schutzgebiets- und Ausgleichsverordnung (SchALVO) des Landes Baden-Württemberg. Diese Verordnung wurde zum 1. März 2001 novelliert. Neben der Einhaltung bestimmter Nitrat-Boden-Werte, die jährlich vom 15. Oktober bis 15. November gemessen werden, ist im Rahmen der SchALVO unter anderem vorgeschrieben, dass in den Wasserschutzgebieten Düngung und Pflanzenschutzmaßnahmen nach guter fachlicher Praxis erfolgen müssen, um das Grundwasser vor Beeinträchtigung durch Stoffeinträge aus der Landbewirtschaftung zu schützen.

## Wasserschutzgebiete im Landkreis Heilbronn
| WSG-Nr. | WSG-Name                                                                        | Hauptgemeinde         | Lage | Fläche (Hektar) | Datum (Rechtsverordnung) | Bild |
| ------- | ------------------------------------------------------------------------------- | --------------------- | ---- | --------------- | ------------------------ | ---- |
| 125007  | WSG Wasserverband Stebbach-Stetten, Gemmingen (Aussiedler)                      | Gemmingen             | ⊙    | 64,5            | 1969-07-23               |      |
| 125012  | WSG Pfaffenhofen (Belz)                                                         | Pfaffenhofen          | ⊙    | 99,24           | fachtechnisch abgegrenzt |      |
| 125018  | WSG Bönnigheim (Treffentrill) (Quelle Tripsdrill)                               | Cleebronn             | ⊙    | 94,7            | 2004-10-01               |      |
| 125023  | WSG Lauffen (Brackenheim Lauffener Schlinge)                                    | Brackenheim           | ⊙    | 678,03          | 2003-12-01               |      |
| 125034  | WSG Zweckverband WVG Mühlbach (BBR Eselsbrunnen), Bad Rappenau-Fürfeld          | Bad Rappenau          | ⊙    | 1.021,28        | 1993-10-21               |      |
| 125048  | WSG Gundelsheim-Obergriesheim (Quelle Rot)                                      | Gundelsheim           | ⊙    | 20,63           | 1993-08-09               |      |
| 125053  | WSG Bad Friedrichshall-Untergriesheim (Gutmannsquelle)                          | Bad Friedrichshall    | ⊙    | 27,97           | 1999-12-30               |      |
| 125054  | WSG Bad Friedrichshall-Jagstfeld (Kleine Au)                                    | Bad Friedrichshall    | ⊙    | 117,75          | 1999-12-30               |      |
| 125055  | WSG Untereisesheim                                                              | Untereisesheim        | ⊙    | 109,87          | 1995-12-22               |      |
| 125056  | WSG Neckarsulm-Obereisesheim                                                    | Neckarsulm            | ⊙    | 230,07          | 1999-12-30               |      |
| 125060  | WSG Bad Friedrichshall-Kochendorf                                               | Bad Friedrichshall    | ⊙    | 340,34          | 2006-11-10               |      |
| 125063  | WSG Oedheim (Kochertalaue, Linkenbr.)                                           | Oedheim               | ⊙    | 427,6           | fachtechnisch abgegrenzt |      |
| 125070  | WSG Hardthausen-Gochsen                                                         | Hardthausen am Kocher | ⊙    | 138,73          | 1974-05-14               |      |
| 125072  | WSG Neuenstadt (Ob dem Seebrunnen)                                              | Neuenstadt am Kocher  | ⊙    | 59,29           | 1990-06-08               |      |
| 125077  | WSG Langenbrettach-Langenbeutingen (Quelle Fleischmannsee)                      | Langenbrettach        | ⊙    | 36,62           | 1973-01-19               |      |
| 125083  | WSG Weinsberg-Grantschen (Pfadäcker)                                            | Weinsberg             | ⊙    | 16,87           | 1971-01-26               |      |
| 125084  | WSG Weinsberg-Grantschen (Seewiesen)                                            | Weinsberg             | ⊙    | 11,79           | 1971-01-26               |      |
| 125085  | WSG Ellhofen (Im hohen Steg)                                                    | Ellhofen              | ⊙    | 189,4           | fachtechnisch abgegrenzt |      |
| 125088  | WSG Ellhofen (Kaltenbr. und Froschäcker)                                        | Ellhofen              | ⊙    | 76,14           | 1971-11-18               |      |
| 125095  | WSG Höllquelle                                                                  | Ilsfeld               | ⊙    | 29,37           | 1969-08-01               |      |
| 125096  | WSG Neckarwestheim (Au)                                                         | Neckarwestheim        | ⊙    | 26,43           | 1969-05-12               |      |
| 125124  | WSG Oedheim-Degmarn                                                             | Oedheim               | ⊙    | 70,21           | 2018-04-12               |      |
| 125133  | WSG Leinbachtal                                                                 | Leingarten            | ⊙    | 8.024,46        | 2004-12-01               |      |
| 125136  | WSG Eppingen-Sulzfeld                                                           | Sulzfeld              | ⊙    | 522,76          | 1982-11-16               |      |
| 125139  | WSG Hardthausen-Kochersteinsfeld (Buchs)                                        | Hardthausen am Kocher | ⊙    | 20,58           | 1984-02-15               |      |
| 125141  | WSG Erlenbach (Alte Brunn., Engel., usw.)                                       | Erlenbach             | ⊙    | 181,85          | 1984-02-15               |      |
| 125144  | WSG Bad Wimpfen (Lohwasenquelle)                                                | Bad Wimpfen           | ⊙    | 2,06            | 1961-11-29               |      |
| 125169  | WSG Bad Friedrichshall und Gundelsheim                                          | Bad Friedrichshall    | ⊙    | 230,97          | 1998-12-15               |      |
| 125201  | WSG Eppingen und Eppingen-Elsenz (BBR Kleinallmend, Brunnenbruch und Bräunling) | Eppingen              | ⊙    | 1.095,78        | 1985-11-25               |      |
| 125206  | WSG Brackenheim-Hausen (Quelle Hausen)                                          | Brackenheim           | ⊙    | 49,92           | 1989-04-27               |      |
| 125215  | WSG Bad Wimpfen (BBR Allmend und Oswald)                                        | Bad Wimpfen           | ⊙    | 445,12          | 1989-04-03               |      |
| 125231  | WSG Widdern (Quelle Seehaus)                                                    | Widdern               | ⊙    | 46,43           | 1989-09-06               |      |
| 125233  | WSG Bad Friedrichshall (BBR I und II Kocherbogen)                               | Bad Friedrichshall    | ⊙    | 80,17           | 2001-12-17               |      |
| 125274  | WSG Bad Wimpfen (Quelle Wannenwingert)                                          | Bad Wimpfen           | ⊙    | 32,56           | 1989-04-03               |      |
| 125277  | WSG Brackenheim-Stockheim                                                       | Brackenheim           | ⊙    | 135,35          | 1985-11-14               |      |
| 125284  | WSG Willenbacher Quellen                                                        | Bad Friedrichshall    | ⊙    | 92,38           | 2002-02-25               |      |
| 125289  | WSG Ilsfeld und ZV Schozachwasserversorgungsgruppe                              | Ilsfeld               | ⊙    | 1.133,81        | 1997-12-22               |      |